# Capital e intereses
Capital e interés (Alemán: Kapital und Kapitalzins) es una obra compuesta de tres volúmenes sobre finanzas y economía publicado por el economista austríaco Eugen Böhm von Bawerk (1851-1914).
Los volúmenes 1 y 2, fueron publicados en la década de 1880, cuando enseñaba en la Universidad de Innsbruck .
El 1er volumen de Capital e interés, titulado Historia y crítica de las teorías del interés (1884), es un estudio exhaustivo sobre el problema del interés, refiriéndose a las teorías del uso, teorías de la productividad, teorías de la abstinencia, entre otras.
Böhm-Bawerk basa sus ideas en el Principio de preferencia temporal de Carl Menger, insistiendo en que hay una diferencia entre la valoración de bienes presentes por sobre bienes futuros de igual calidad, cantidad y forma. Argumentando que los bienes futuros son a menudo subestimados por sobre los presentas por el esfuerzo necesario para obtenerlos, más aún sí las diferencias en sus cualidades no son lo suficientemente significativas.

A modo de ejemplo, la preferencia de 100 dólares estadounidenses hoy por sobre 120 dólares estadounidenses en 1 semana, aún cuando con una semana de espera el resultado fuera un 20%. Es supuesto que la preferencia temporal será a favor de los bienes futuros sí la diferencia es significativa (y positiva), digamos 100 dólares estadounidenses hoy, o 1.000 dólares estadounidenses en una semana.

En su libro, Böhm-Bawerk, también incluye una crítica de la teoría de la explotación de Marx . En su crítica sostiene que los capitalistas, al contrario que argumenta Marx, no explotan a los trabajadores, sino que alivian la preferencia temporal de los trabajadores por medio del pago de salarios aún así no se hayan realizado las ventas de bienes o servicios, prefiriendo el capitalista estos últimos a cambio de una ganancia mayor.
La Teoría positiva del capital es el 2do volumen de Capital e interés, en este se profundiza en los procesos de producción que conllevan largos periodos dentro de una economía y en los pagos de intereses en los que derivan. 

En el 3er volumen, Valor y Precio, Böhm-Bawerk presenta una interpretación austriaca de los Principios Marginalistas de Carl Menger, a modo de ilustración, presentó el siguiente ejemplo:
Un granjero emprendedor tenia cinco sacos de grano, pero no tenía forma de venderlos, o de comprar mas. El granjero pensó en cinco posibles soluciones - usarlo como alimento para sí mismo, como alimento para sus gallinas, como un ingrediente para hacer whisky, y como alimento para sus loros para que lo entretuvieran. Entonces, el granjero perdió uno de sus sacos de grano. En vez de reducir cada una de sus actividades en un quinto, el granjero decidió no darle grano a sus loros porque le eran los menos útiles en comparación a los demás usos, en otras palabras los loros estaban al margen de utilidad. Y es con este margen, y no con una visión a gran escala, que nosotros tomamos decisiones económicas.
En Ensayos adicionales sobre el capital y el interés (1921) inicialmente era parte del apéndice del 2do volumen, pero fue publicado más tarde como un 3er volumen.
Los tres volúmenes fueron publicados recientemente en un solo conjunto encuadernado por Libertarian Press, traducida por Hans Sennholz y publicada por primera vez en 1959.
El Instituto Ludwig von Mises puso a disposición, en 2007, Capital e interés, Teoría positiva del capital y Literatura reciente sobre el interés, traducido por William Smart.